# 25290 Vibhuti
25290 Vibhuti (tên chỉ định: 1998 WH14) là một tiểu hành tinh vành đai chính. Nó được phát hiện bởi dự án Nghiên cứu tiểu hành tinh gần Trái Đất Lincoln ở Socorro, New Mexico, ngày 21 tháng 11 năm 1998. Nó được đặt theo tên Vibhuti Krishna, an American student và finalist in the 2008 Society for Science & the Public middle school science competition.